# Bodtjärnen (Sundsjö socken, Jämtland, 700100-147829)
Bodtjärnen är en sjö i Bräcke kommun i Jämtland och ingår i Indalsälvens huvudavrinningsområde.